# Isobuttersäureisopentylester
Isobuttersäureisopentylester ist eine chemische Verbindung aus der Gruppe der Carbonsäureester.

## Vorkommen
Isobuttersäureisopentylester wurde in Bananen, Feyoa-Früchten (Feijoa sellowiana), Weintrauben, Melonen, Papaya, Maiskeimöl, Bier, Hopfenöl, Whisky, Weißwein, Honig, Jackfrucht, Cherimoya und römischem Kamillenöl nachgewiesen. Die Verbindung gilt als eine der Hopfenaromenbestandteile im Bier.

## Gewinnung und Darstellung
Isobuttersäureisopentylester kann durch Reaktion von Dämpfen von Isobutylalkohol und Isoamylalkohol über einen silberaktivierten Kupfer-Mangan(II)-oxid-Katalysator gewonnen werden.

## Eigenschaften
Isobuttersäureisopentylester ist eine farblose Flüssigkeit. Sie hat einen fruchtigen Geruch mit einem Unterton, der an Aprikose und Ananas erinnert.

## Verwendung
Isobuttersäureisopentylester wird als Aromastoff verwendet. Die Verbindung ist auch als Futtermittelzusatzstoff zugelassen.